# Tindal Bluff
Das Tindal Bluff (in Chile Cabo Froilán González) ist ein 800 m hohes Felsenkliff an der Foyn-Küste des Grahamlands auf der Antarktischen Halbinsel. Es ragt zwischen der Mündung des Fricker-Gletschers und dem Monnier Point am Ufer des Mill Inlet auf.
Luftaufnahmen entstanden bei der United States Antarctic Service Expedition (1939–1941), bei der Ronne Antarctic Research Expedition (1947–1948) und durch die United States Navy im Jahr 1968. Wissenschaftler des Falkland Islands Dependencies Survey nahmen zwischen 1947 und 1948 Vermessungen vor. Das UK Antarctic Place-Names Committee benannte das Kliff 1975 nach Ronald Tindal (* 1940) vom British Antarctic Survey, der zwischen 1963 und 1964 an Erkundungen des Larsen-Schelfeises beteiligt war. Namensgeber der chilenischen Benennung ist Kapitän zur See Froilán González, von 1906 bis 1907 Gouverneur der Región de Magallanes y de la Antártica Chilena.